# Чемпионат России по пляжному самбо 2024
4-й чемпионат России по пляжному самбо прошёл в пригороде Екатеринбурга Верхней Пышме с 21 по 22 июня 2024 года. Чемпионат является отборочным для участия на чемпионате мира, который пройдет в Королевстве Марокко.

## Медалисты[3]

### Мужчины
| Весовая категория | Золото                                 | Серебро                                  | Бронза                                                              |
| ----------------- | -------------------------------------- | ---------------------------------------- | ------------------------------------------------------------------- |
| до 58 кг          | Дамир Шамсутдинов Свердловская область | Владимир Гладких Свердловская область    | Толобек Бекетов Москва Вадим Дедов Москва                           |
| до 71 кг          | Рамазан Элаев Костромская область      | Абумуслим Махдиев Краснодарский край     | Шамиль Тюряев Москва Эдуард Солопон Краснодарский край              |
| до 88 кг          | Александр Дурноян Краснодарский край   | Турпалали Гусиханов Свердловская область | Иван Луканин Свердловская область Артём Кривых Свердловская область |
| свыше 88 кг       | Сергей Кузнецов Свердловская область   | Глеб Познахирко Свердловская область     | Аким Мишунин Москва Данил Фатхуллин Тюменская область               |

### Женщины
| Весовая категория | Золото                                    | Серебро                                  | Бронза                                                                       |
| ----------------- | ----------------------------------------- | ---------------------------------------- | ---------------------------------------------------------------------------- |
| до 50 кг          | Оксана Кобелева Свердловская область      | Маргарита Барнева Нижегородская область  | Екатерина Нефёдова Курганская область Екатерина Евсеева Свердловская область |
| до 59 кг          | Эльмира Кахраманова Московская область    | Екатерина Цыберт Свердловская область    | Валентина Остапец Москва Валерия Ломакина Москва                             |
| до 72 кг          | Екатерина Оноприенко Свердловская область | Карина Черевань Московская область       | Ксения Задворнова Татарстан Таисия Киреева Челябинская область               |
| свыше 72 кг       | Олеся Ткаченко Свердловская область       | Альбина Чоломбитько Свердловская область | Ольга Михеева Свердловская область Яна Козырева Москва                       |

### Смешанные команды[4]
| Смешанные весовые категории | Золото | Серебро  | Бронза          |
| --------------------------- | ------ | -------- | --------------- |
| Мужчины и женщины           | Урал-1 | Москва-1 | Урал-2 Москва-2 |